# Jacques Riousse

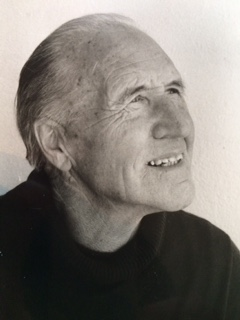
Jacques Riousse

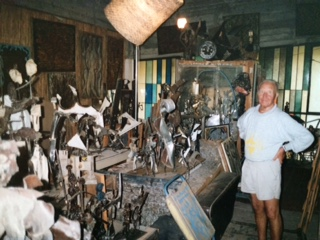
Jacques Riousse in seinem Atelier

Jacques Riousse (* 17. März 1911 in Neuilly sur Seine; † 4. Dezember 2004) war ein französischer Künstler und Priester.

## Leben

### Schulzeit
Jacques Riousse erhielt seine sekundäre Schulausbildung im Collége de Juilly (Seine et Marne), das von Oratorianern geleitet wurde. Seine Neigungen waren die Mathematik und die Philosophie. Nach dem Baccalaureat begann er eine Lizenz der Mathematik zu erwerben, dem Schulfach, das er im Jesuitenkolleg in Amiens unterrichtete. Es folgte eine Ausbildung im Zeichnen an der dortigen Schule für bildende Kunst.

### Zweiter Weltkrieg
Im Zweiten Weltkrieg wurde Jacques Riousse eingezogen. Er geriet im Juni 1940 in Dünkirchen in Gefangenschaft und wurde in ein Lager in Pommern verlegt. Während der Gefangenschaft setzte er sein kommunikatives Talent ein, indem er für seine mitgefangenen Kameraden kulturelle Aktivitäten organisierte.

### Theologiestudium
1943 wurde Jacques Riousse aus der Kriegsgefangenschaft entlassen und trat im selben Jahr dem Orden Mission de France bei, der im Jahr zuvor gegründet wurde. Geweiht wurde Jacques Riousse 1948 in Lisieux in der Basilika Sainte-Thérèse. Als Arbeiterpriester konnte er so die seelsorgerische Tätigkeit mit dem Beruf verbinden.
Er arbeitete in den Filmstudios von Joinville als Elektriker, Requisiteur und Regieassistent.

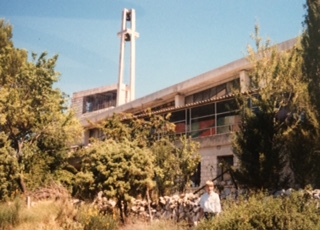
Im Untergeschoss der Kapelle St. Martin de Peille befinden sich die Wohnung und das Atelier des Künstlers Jacques Riousse.

### Arbeit als Künstler
Jacques Riousse erlernte, Kirchenfenster herzustellen, Elektroschweißen und zu schmieden. Er fertigte Fresken und begann mit verschiedenen Techniken zu malen. Bei seinen Skulpturen nutzte er gebrauchtes Material, im Wesentlichen Metall, häufig Schrott aus dem Zweiten Weltkrieg.
1956 bezog er im Einverständnis mit der Mission des France eine unvollendete moderne Kapelle in St. Martin de Peille, ein kleines Dorf im Hinterland oberhalb von Monte Carlo. Hier hatte Jacques Riousse auch die Möglichkeit, sein Atelier zu etablieren. Er stelle seine Werke an mehreren Orten aus, so im Salon d’Art Sacré in Paris, auch in Belgien und Deutschland, wie auch an der Cote d’azur, wo er auch mehrere Kirchenfenster realisierte (z. B. Maison de la Retraite de Cap d’Ail.)

## Wesentliche Ausstellungen
- 1963: Musée d’Art Moderne de la Ville de Paris (Frankreich) (Das Museum kaufte eine Darstellung von Christus am Kreuz)
- 12. Mai 1966 bis 16. Mai 1966: Galerie des Jeunes, Paris (Frankreich)
- 11. Dezember 1965 bis 16. Dezember 1965: Palais des Beaux-Arts in Charleroi (Belgien)
- 27. Dezember 1998 bis 10. Januar 1999: Kunstverein Fulda (Deutschland)
- 5. Februar 1999 bis 8. März 2000: Citadelle de Villefranche-sur-Mer (Frankreich)
- 10. Januar bis 25. Februar 2007: Beautés insencées, Le Nouveau Musée National de Monte Carlo (Frankreich), Salle d’exposition di Quai Antoine 1er (einzelne Werke)